# Artur Baptista da Silva
Artur Baptista da Silva é um burlão português.
Conquistou fama em 2012 ao ter sido desmascarado publicamente enquanto fazia-se passar por economista, professor de uma universidade americana inexistente, consultor da Organização das Nações Unidas, consultor do Banco Mundial, e coordenador do Programa das Nações Unidas para o Desenvolvimento, na sua tentativa de divulgar um relatório inexistente sobre Portugal elaborado também pelo inexistente Observatório Económico e Social das Nações Unidas para a Europa do Sul.

## História
- Em 1986 foi apoiante de Vítor Constâncio para secretário-geral do Partido Socialista.[2]

- Em 1988 foi presidente do Conselho Fiscal do Sporting Clube de Portugal, na altura em que o clube era presidido por Jorge Gonçalves.[3]

- Em 1990 Artur Baptista da Silva integrou a lista de Rui Cunha nas eleições para a Federação da Área Urbana de Lisboa do Partido Socialista.  Apesar da lista de Rui Cunha ter sido derrotada pela de António Costa, Artur Baptista da Silva conseguiu ser eleito para a Comissão Política do PS.  Apesar da eleição, Rui Cunha afirmou que Artur Baptista da Silva "nunca apareceu e desapareceu de circulação".[2]

- Em 1993 cumpriu várias penas por crimes como burla, abuso de confiança e emissão de cheques sem cobertura.[3]

- Em 1995 foi preso devido a crimes de abuso de confiança fiscal, cheques sem cobertura, burla agravada e uso de documento falso, tendo sido libertado em 1998.[4]

- Em 2007 desempenhou o cargo de secretário geral da associação de creches e pequenos estabelecimentos do ensino particular, no qual ficou até 2009.[3]

- Em 2010-10-15 foi preso por um crime de atropelamento[4] por ter atropelado mortalmente duas mulheres, pelo menos um dos quais numa passadeira para peões.[5]  Artur Baptista da Silva foi posteriormente libertado em 2011-11-28.[4]

- A Dezembro de 2012 foi orador convidado no grémio literário, em Lisboa, sendo sido apresentado como professor na Milton Wisconsin University, nos Estados Unidos, uma universidade que foi encerrada em 1982.[3]
- A 2012-12-12 a jornalista Célia Rosa, da Notícias Magazine (revista de domingo do DN e JN), faz uma entrevista a Artur Baptista da Silva. A entrevista é feita no próprio edifício do DN e devia ser publicada na secção «Vida Inteligente», na última edição do ano, domingo, 30 de dezembro.. A entrevista com o título «Portugal na mira das Nações Unidas» foi paginada a 4 páginas e a revista, com fecho antecipado devido ao Natal, foi fechada e impressa.
- A 2012-12-12 Para a entrevista da Notícias Magazine, Artur Baptista da Silva é fotografado pelo fotojornalista Reinaldo Rodrigues, que o fotografa na sala de reuniões da redação e na Avenida da Liberdade, em frente do DN. A Global Imagens, Agência de Fotografia da Global Media (proprietária da Notícias Magazine, do DN, JN e TSF, entre outros títulos) acabou por ser a única agência de fotografia a fazer fotos a Artur Baptista da Silva.

- A 2012-12-15, Artur Baptista da Silva, apresentando-se como coordenador de uma equipa de economistas do Programa das Nações Unidas para o Desenvolvimento que teria sido encarregada pelo próprio Ban Ki-moon de apresentar um relatório da situação crítica na Europa do Sul, dá uma entrevista ao Expresso onde critica as receitas de ajustamento e propõe uma renegociação da dívida soberana.[6][7] A polémica gerada por esta entrevista acabou por levar ao desmascaramento de Artur Baptista da Silva como um burlão e impostor.[8]
- A 2012-12-23 A equipa da Notícias Magazine é alertada para o logro e o Conselho de Administração da Global Media decide que a entrevista a Artur Baptista da Silva não será publicada, jogando para o «lixo» os quase cem mil exemplares já impressos na Lisgráfica.

- A 2012-12-23 foi transmitida no telejornal da SIC uma reportagem que desmascarava Artur Baptista da Silva como sendo um burlão.[9] [10]

- A 2012-12-24, o director adjunto do jornal Expresso, Nicolau Santos, vem a público lamentar ter-se "deixado enganar" por Artur Baptista da Silva, tendo afirmando que «depois de 32 anos de jornalismo fui mesmo ‘embarretado’”» e que não teria dúvida que Santos Silva seria um impostor.[8]

- A 2012-12-25, Artur Baptista da Silva enviou um SMS à agência Lusa, onde afirmou estar a ser alvo de um linchamento de carácter.[11]  Disponibilizou-se também a prestar declarações à agência Lusa, mas ao ser contactado não atendeia o telemóvel.[11]

- A 2012-12-26, Adam Rogers, responsável pelo gabinete de comunicação do Programa das Nações Unidas para o Desenvolvimento, em Genebra, confirmou a inexistência de ligações entre Artur Baptista da Silva e a organização.  O representante da ONU acrescentou também que Artur Baptista da Silva estaria a usar nos seus cartões de visita um logotipo desactualizado da organização.[12]

- A 2012-12-27 Artur Baptista da Silva divulgou uma nota a defender-se das acusações.  Afirmou que o seu desmascaramento era apenas "uma chacina de carácter" movida pelo poder político e pela comunicação social. Sobre as falhas no seu currículo, Baptista da Silva insistiu que seria "colaborador voluntário" da ONU e que com este estatuto não era suposto pertencer a nenhuma base de dados da organização.[4]

- A 2012-12-28 a Organização das Nações Unidas emitiu um comunicado oficial no site do Programa das Nações Unidas para o Desenvolvimento (PNUD), em português e em inglês, onde afirmavam que Artur Baptista da Silva "não é e nunca foi funcionário do PNUD, nem porta-voz autorizado para a organização de desenvolvimento global", acrescentando que "as opiniões do Sr. Artur Baptista da Silva são única e exclusivamente dele e não reflectem a posição da organização" e vai notificá-lo de que "não está autorizado a falar em nome da organização".[13]

- A 2012-12-30, Artur Baptista da Silva pediu para deixar de ser associado do International Club of Portugal e da Academia de Bacalhau de Lisboa, para evitar “inconvenientes institucionais”.[14]